# Akabane-Iwabuchi (metropolitana di Tokyo)
Akabane-Iwabuchi (赤羽岩淵駅?, Akabane-Iwabuchi-eki) è una stazione della metropolitana di Tokyo che si trova a Kita, quartiere di Tokyo. Serve la linea Namboku, di cui è capolinea nord. Molti treni, comunque continuano lungo la Ferrovia Rapida di Saitama i cui binari sono collegati alla stazione, fino alla stazione di Urawa-Misono.